# Gunnar Svaetichin
Gunnar Nils Toivo Svaetichin (13 de enero de 1915 - 23 de marzo de 1981)  fue un fisiólogo sueco - finlandés - venezolano que, en 1956,  demostró, examinando las capas externas de las retinas de los peces, que los electrorretinogramas muestran una sensibilidad particular a tres grupos diferentes de longitudes de onda en las áreas de azul, verde y rojo. Esto proporcionó la primera demostración biológica en apoyo de la teoría tricromática de Young-Helmholtz. También dio nombre al potencial S,  que fue la primera evidencia experimental de que existía oponencia en el sistema visual.
Nació en Finlandia, se trasladó a Suecia en 1948 y desde 1955 hasta su muerte trabajó como investigador en Venezuela. 

## Primeros años y familia
Nació en 1915 en Karis, Finlandia, hijo del ingeniero agrimensor Volmar Svaetichin y su esposa Ellen (nacida Nordstrom).

## Educación

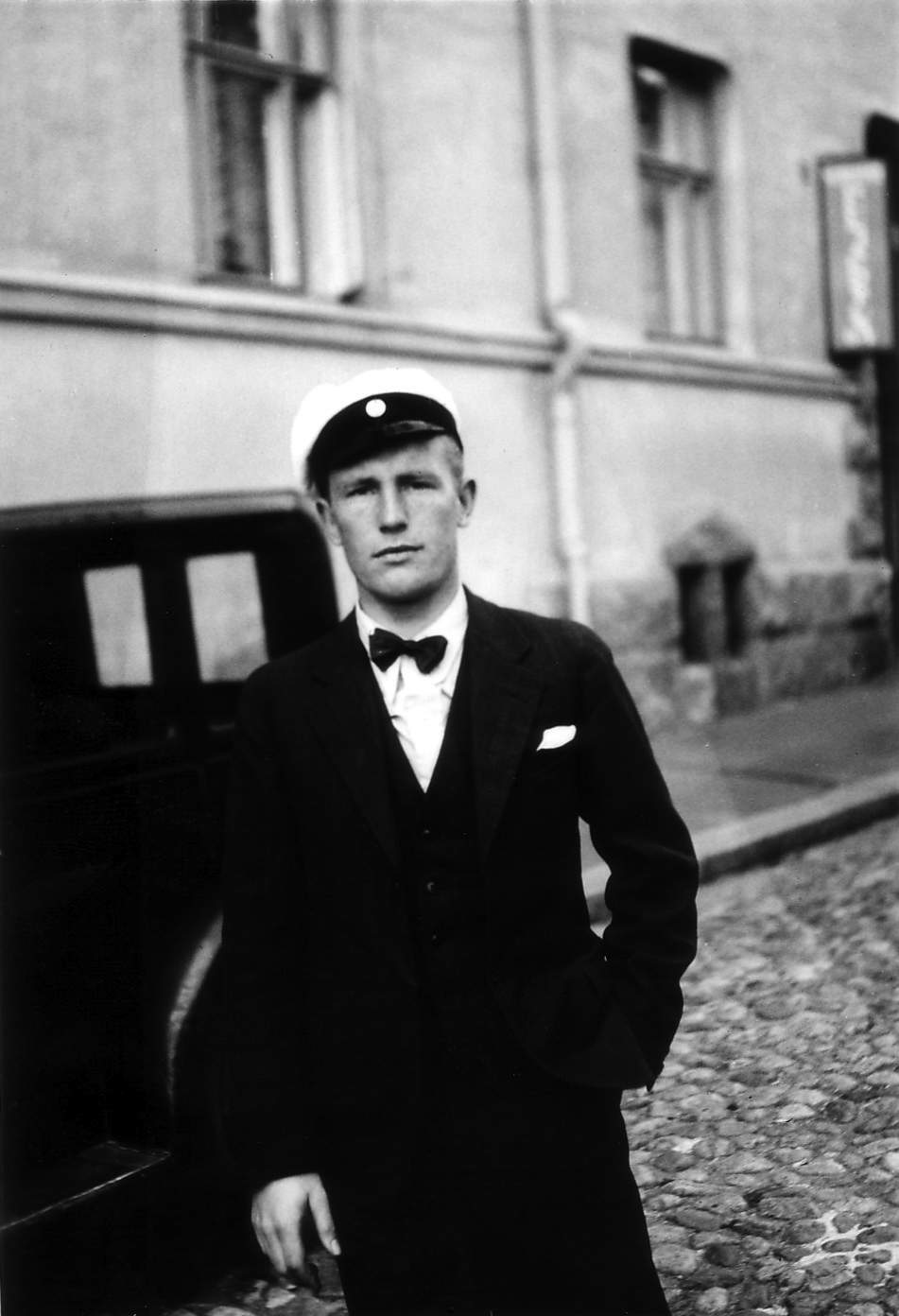
El joven Svaetichin con su gorra de estudiante

Después de asistir a las escuelas de Karis y Helsinki, se graduó de la facultad de medicina de la Universidad de Helsinki, donde también trabajó como investigador. Durante sus estudios de medicina en Helsinki, Svaetichin conoció al joven Ragnar Granit, quien había regresado después de algunos años en los EE. UU. y Oxford y se había convertido en profesor de fisiología.  Su primer trabajo como médico fue cuando estalló la Guerra de Invierno de Finlandia y Svaetichin fue reclutado y enviado a un puesto de primeros auxilios situado justo detrás de las líneas del frente.

## Trabajo de investigación
En colaboración con Ragnar Granit, Svaetichin desarrolló una nueva metodología para el estudio electrofisiológico de la visión. Fabricaron micropipetas que podían registrar señales de la vía neuronal que se proyectaban desde la retina a través del nervio óptico hasta el cerebro. Fue con esta técnica que Ragnar Granit pudo realizar los estudios de la visión del color que posteriormente le valieron el Premio Nobel en 1967.
En 1956, Svaetichin logró un gran avance y descubrió que ciertas neuronas de la retina se hiperpolarizan en lugar de despolarizarse ante la estimulación luminosa. Hasta ahora, los científicos habían pensado que las neuronas sólo podían despolarizarse mediante la entrada sináptica (Perlman, Kolb, Nelson, 2011).  Al principio, Svaetichin pensó que estaba observando conos individuales, pero gradualmente se dio cuenta de que las señales (potenciales S) provenían de una capa de segundo orden de neuronas postsinápticas a los fotorreceptores ( conos ). Esto ayudó a explicar la oposición y sentó las bases para el campo de la investigación de las interneuronas de la retina. Con el tiempo, estas neuronas pasaron a denominarse células horizontales, que han llegado a ser fundamentales para nuestra comprensión de la visión y para el desarrollo de la teoría detrás de las redes neuronales.
“El descubrimiento de la oponencia neuronal del color se encuentra entre los hallazgos más significativos en la visión del color en el siglo XX” (p. 292, Gouras, 1982).  Junto con MacNichol, Svaetichin denominó a estas células oponentes células oponentes de color amarillo-azul y rojo-verde con un centro y un entorno descentrados para estos emparejamientos de colores específicos.
La mayor contribución de Svaetichin a la neurociencia visual fue demostrar que las neuronas de la retina muestran una sensibilidad específica a tres grupos diferentes de longitudes de onda en las áreas de rojo, verde y azul. Esto proporcionó la primera demostración biológica de la teoría tricromática de Young-Helmholz propuesta por Thomas Young en 1802.
En los últimos años de su vida, Svaetichin dirigió un laboratorio en el Instituto Venezolano de Neurología e Investigaciones Cerebrales.